# Jean Tremblay
Pour les articles homonymes, voir Tremblay.
Jean Tremblay, né le 29 novembre 1948 à Chicoutimi, est un notaire, homme d'affaires et homme politique de la région du Saguenay–Lac-Saint-Jean (Québec, Canada).
Élu maire de Chicoutimi en 1997, il devient, à la suite des réorganisations municipales québécoises, le premier maire de la ville de Saguenay lors de l'élection du 25 novembre 2001, fonction qu’il occupe jusqu’en 2017.

## Biographie

### Jeunesse, formation et carrière professionnelle
Jean Eugène Gabriel André Tremblay naît à Arvida le 29 novembre 1948, dans une famille de sept enfants. Son père, Charles-Eugène Tremblay, est un commerçant local. À l'âge de 10 ans, ses parents divorcent et le prêtre Jean-Guy Falardeau prend en charge une partie de son éducation. Sa mère déménage à Québec et il la revoit ensuite rarement.
Jean Tremblay obtient une licence en droit à l'Université Laval en 1974. Diplômé en droit notarial en 1975 à la même université, il devient membre de la Chambre des notaires du Québec la même année.
Il exerce la profession de notaire à Chicoutimi à partir de 1975. En 1979, il devient actionnaire associé du restaurant Saint-Hubert de Chicoutimi et, de 1979 à 1997, actionnaire majoritaire d'une entreprise immobilière[Laquelle ?]. Il enseigne au département des sciences administratives de l'Université du Québec à Chicoutimi durant l'année scolaire 1980-1981. En décembre 2012, le conseil d'administration de la Chambre des notaires du Québec lui confère le titre de notaire honoraire.
Il est marié à Linda Blackburn et père de deux enfants.

## Carrière politique
Jean Tremblay est élu maire de Chicoutimi en 1997,. Artisan des réorganisations municipales, il devient le 25 novembre 2001 le premier maire de la nouvelle ville de Saguenay,.
Il est réélu en 2005 (71,4 %), 2009 (77,8 %) et 2013 (63 %),,,,,,.
Sur le plan administratif, il met en place un **conseil du trésor** municipal (2003) et un **bureau de l’ombudsman** (2004),. La même période est marquée par un litige avec l’ancien directeur général : congédié en 2002, ce dernier obtient en 2009 un jugement déclarant le renvoi illégal et condamnant la Ville à des dommages.
En 2015, il annonce qu’il ne sollicitera pas de nouveau mandat pour 2017,. Il lance l’année suivante le Parti des citoyens de Saguenay, puis quitte la mairie à l’issue de son mandat en novembre 2017.

## Controverses

### Propos sur Djemila Benhabib
Le 15 août 2012, lors d'une entrevue à l'émission Puisqu’il faut se lever de Paul Arcand, Jean Tremblay commente la candidature de Djemila Benhabib dans Trois-Rivières.

« Nous les mous, les Canadiens français, on va se faire dicter comment se comporter, comment respecter notre culture par une personne qui arrive d'Algérie. On n'est même pas capable de prononcer son nom. [...] Je n'aime pas que ces gens-là (sous-entendu les immigrants) arrivent ici pis établissent leurs règles. Qu'on aille toucher à leurs règles pour le fun. [...] Ils vont faire disparaître la religion et notre culture de partout. »

— Jean Tremblay, en entrevue à Puisqu'il faut se lever
Les déclarations suscitent des réactions publiques, certaines les appuyant, d’autres les condamnant,. Des sondages publiés localement font état d’opinions partagées.

### Prière du conseil municipal
Après plusieurs interventions lors des séances du conseil municipal, Christian Joncas et Alain Simoneau, membres du Regroupement des citoyens de Saguenay, déposent une plainte à la Commission des droits de la personne et des droits de la jeunesse contre le maire, contestant la récitation d’une prière catholique au début des réunions. Adaptée d'une tradition de l'ancienne ville de Chicoutimi, la prière municipale se lit ainsi :

« Dieu tout puissant, nous te remercions des nombreuses grâces que Tu as accordées à Saguenay et à ses citoyens, dont la liberté, les possibilités d’épanouissement et la paix. Guide-nous dans nos délibérations à titre de membre du conseil municipal et aide-nous à bien prendre conscience de nos devoirs et nos responsabilités. Accorde-nous la sagesse, les connaissances et la compréhension qui permettront de préserver les avantages dont jouit notre ville afin que tous puissent en profiter et que nous puissions prendre de sages décisions. Amen »

— Prière du conseil municipal de Saguenay, La prière
Le conseil décide de maintenir la récitation de la prière. En octobre 2006, à la suite d’une enquête de la Commission, une médiation est organisée. Après retrait d’une première plainte, une nouvelle est déposée en février 2007.
Le 15 avril 2015, la Cour suprême du Canada rend un jugement unanime mettant fin à la prière au conseil municipal de Saguenay et précisant le devoir de neutralité religieuse de l’État,. Le lendemain, Jean Tremblay indique qu’il se conformera à la décision,.

### Relations médiatiques
Jean Tremblay multiplie les apparitions à la télévision régionale et provinciale. Il anime une série d’émissions sur la chaîne communautaire Canal Vox. L’animateur Jean-René Dufort parodie à plusieurs reprises ces émissions dans Infoman,. Le surnom « Jean “là là” Tremblay » renvoie à un tic de langage régionalement attribué,,.
Il intervient ponctuellement sur des réseaux nationaux tels LCN. En octobre 2010, la section régionale Saguenay–Lac-Saint-Jean de la Fédération professionnelle des journalistes du Québec publie un dossier noir sur l’information municipale, auquel l’intéressé réagit dès le lendemain.

« Le dossier noir, ça ne me dérange pas trop. Je trouve ça ridicule. Ils feraient ça sur n'importe quel maire, n'importe qui. [...] Ma job, c'est pas de satisfaire les journalistes, c'est de satisfaire les citoyens. »

— Jean Tremblay, Réaction au dossier noir
Le 19 octobre 2012, Le Quotidien mentionne que Jean Tremblay est désormais actif sur Twitter. Le 13 janvier 2013, il anime une émission dominicale sur CKRS 98,3 FM.
Le 28 mai 2014, lors d’un souper-bénéfice pour les Œuvres de l’évêque du diocèse de Valleyfield, il présente son ouvrage Croire, ça change tout. Les propos tenus à propos de la profession journalistique donnent lieu à des échanges médiatiques et à la publication d’une vidéo.

## Publications
1999 – Le courage de changer les choses : un projet à construire pour les générations à venir, Chicoutimi, 33 pages ;
2002 – Les régions du Québec en crise : bilan, enjeux et voie de solutions, Saguenay, 40 pages ;
2003 – Des droits ancestraux et du droit à l’égalité des chances – Mémoire présenté à la Commission parlementaire des institutions touchant l’entente de principe d’ordre général entre les premières nations de Mamuitun et Nutashkuan et les gouvernements du Québec et du Canada, 18 pages ;
2003 – Ville de Saguenay, un pôle majeur de croissance pour le Québec – Mémoire présenté à la Commission parlementaire sur l’aménagement du territoire touchant la Loi concernant la consultation des citoyens sur la réorganisation territoriale de certaines municipalités, 29 pages ;
2004 – Saguenay, une ville tournée vers l’avenir – Mémoire présenté au ministre des Finances dans le cadre des consultations prébudgétaires, 33 pages ;
2007 – Mémoire sur les accommodements raisonnables, Montréal, Les Éditions Anne Sigier, 120 pages.
2010 – Mémoire sur le projet de loi 94, Loi établissant les balises encadrant les demandes d'accommodement dans l'Administration gouvernementale et dans certains établissements, 15 pages.
2013 – Croire, ça change tout. https://www.amazon.ca/Croire-%C3%A7a-change-tout-transforme-t-elle-ebook/dp/B00H3TW6A8/
2014 – Croire, ça change tout, Édition des Oliviers, Montréal, 198 pages.  (ISBN 978-2-923378-25-1).
Entrevue : « Entrevue avec Jean Tremblay », Focus Catholique (télévision Sel + Lumière).